# Hans Holm
 Der er flere personer med dette navn, se Hans Jørgen Holm.
Hans Wolrathsen Holm (født 31. oktober 1749) var en dansk politisk flyveskriftforfatter og kancelliråd fra sidste halvdel af 1700-tallet.
Hans Holm, der var født i Odense, hvor hans fader, Wolrad Holm (død 1765), var borgmester, levede først som prokurator på Langeland og bosatte sig siden i København. Han fik i 1783 kancelliråds titel; men efter at han 1786 havde udgivet et lidet betydeligt skrift om embedsvæsenet, kom han til sin ulykke ind i en farlig skribentvirksomhed.
Der faldt en stærk mistanke på ham for at stå i ledtog med porcelænshandler Michael Brabrand, der 1793 blev sat under tiltale på grund af et flyveskrift imod regeringen.
Hans Holm gjaldt for at være forfatter til en pjece: Til Publikum fra Louise Brabrand, der udkom efter den nysnævnte porcellænshandlers fængsling, og han blev selv sat fast. Sagen imod ham trak ud år efter år, og han virkede selv efterhånden dertil ved fra sit fængsel at udgive en række lidenskabelige flyveskrifter, rettede imod regeringsautoriteterne.
Naturligvis blev disse skrifter trukket ind under hans sag. Ved en kommissionsdom af 4. januar 1799 blev han dømt til at miste ære og gods; men sagen blev indstævnet for Højesteret. Selv nu fortsatte han stedse hidsigere sin ubesindige forfattervirksomhed.
Han erklærede i et af sine småskrifter, at han ville indstævne kancelliet og Højesteret for landets øverste domstol. Kronprinsen blev så forbitret over dette skriblervæsen, at han spurgte kancelliet, om det ikke kunne hindres, da Holms sag ellers aldrig ville komme til ende. Dette skete dog, da højesteret 18. december 1799 dømte ham til foruden at have forbrudt ære og boslod at forvises Kongens Riger og Lande. Han tog siden ophold i Tyskland, hvor han udgav flere skrifter, det sidste kendte er dateret 1806.
Holm nød kun liden almindelig agtelse; men hans sag vakte ikke ringe opsigt og gav de daværende oppositionsmænd, Jacob Just Gudenrath, Malthe Conrad Bruun og Peter Andreas Heiberg, stof til angreb på regeringen. Det er også blevet argumenteret for at Holm var medvirkende til at forhaste indførelsen af trykkefrihedsforordningen af 1799, men historikeren Edvard Holm skriver i sit værk om emnet af det snarere var på grund af udenlandsk pres, især fra den russiske zar.